# 신촌 아버지와 명동 딸
"신촌 아버지와 명동 딸"은 한국에서 제작된 이성구 감독의 1964년 영화이다. 김승호 등이 주연으로 출연하였고 백완 등이 제작에 참여하였다.

## 출연

### 주연
- 김승호
- 방성자
- 이민자

## 기타
- 조명: 이기섭
- 미술: 박석인